# Cerkev Santa Maria delle Grazie, Milano
Cerkev Santa Maria delle Grazie (Sveta Marija milostna) je cerkev in dominikanski samostan v Milanu, severni Italiji. Kompleks je vključen na seznam Unescove svetovne dediščine. Cerkev vsebuje mural Zadnja večerja, delo  Leonarda da Vincija, ki se nahaja v refektoriju samostana.

## Zgodovina
Ustanovitev sega v leto 1459 v drugo skupino Dominikanskih bratov v Milanu, poleg prve, starodavno naseljene v Sant'Eustorgio, ki sega v leto 1227, šele enajst let po ustanovitvi reda.
Občestvo Dominikancev, ki je bilo naseljeno v bližini sedanjega San Vittore al Corpo, je kot darilo leta 1460 prejelo zemljišče od grofa Gaspare Vimercatija, condottiera v službi Sforza. Na tej zemlji je bila kapelica posvečena Santa Maria delle Grazie in dvorišče stavbe, ki so ga uporabljali Vimercatijevi vojaki. 10. septembra 1463 je bil položen prvi kamen samostanskega kompleksa. Začetek gradnje je del tistega, kar je danes Križni hodnik mrtvih, ki meji na prvotno kapelo Marije milosti, in je danes za levim oltarjem kapele cerkve. Za delo je bil imenovan Guiniforte Solari, prevladujoč arhitekt v tistem času v Milanu, nekdanji glavni inženir Fabrica del Duomo, velike bolnišnice in Certosa di Pavia. Zahvaljujoč pokroviteljstvu Vimercatija, je bil samostan končan leta 1469, kot je povedal dominikanski Oče Gattico, katerega zgodba je dragocena za obnovo identifikacije faze kompleksa. 
Stavba cerkve se je začela kot običajno, graditi od apside, hkrati z gradnjo samostana. Ima tradicionalno obliko severno gotske bazilike s tremi ladjami, s šilastim oboki in fasado. Materiali so tradicionalno lombardski, opečne stene in granit za stebre in kapitele. Dvoranska cerkev s tremi nizkimi in širokimi ladjami je ločena s kamnitimi stebri, ki omogočajo prehod svetlobe, ki ustvarja enoten prostor, razvit bolj horizontalno in vertikalno.  Na kapitelih, ki spominjajo na korintski red, slonijo oboki. 
Preprosta fasada je razdeljena na pet polj s šestimi oporniki. Širina je skoraj dvakrat večja od višine. Višina, ki je še vedno višja od notranje ladje, kar se lahko vidi na strehi. Enostaven dekor je sestavljen iz terakota reliefov in rozeta oken, ki krasijo krono. Stranska vrata so neokrašena, potem ko so bili med obnovo v devetnajstem stoletju baročni portali odstranjeni.
Osrednji portal, v belem marmorju, je prva operacija izvedena na pobudo Ludovica il Mora, ki je prevzel pokroviteljstvo na izgradnjo.
Novi vojvoda Ludovico Sforza se je odločil, da bo cerkev tudi grobnica družine Sforza in obnovil samostan in apsido ter vse končal po letu 1490.
Ludovicova žena Beatrice je bila v cerkvi pokopan leta 1497.
Zasnova apside cerkve je bila pripisana Bramanteju, vendar pa obstajajo le skopa dokazila o gradnji in njegovem sodelovanju, medtem ko je bil v službi vojvodstva. Njegovo ime je vpisano v kos marmorja v cerkvenih obokih, narejenih leta 1494. Nekateri dokumenti omenjajo ime Amadeo, verjetno Giovanni Antonio Amadeo. Podobnost njegovega dela v Santa Maria alla Fontana kaže na bolj verjetno avtorstvo. Vendar pa ni nobenega dokaza o tem. Bramante je živel v Milanu v tem času in je nadaljeval v gotskem slogu iz prvega dela, a mešal z romanskim vplivom.
Leta 1543 je kapela Svete krone na desni strani ladje, dobila Tizianovo sliko, ki prikazuje motiv Kristus prejme trnovo krono. Francoski vojaki so jo izropali leta 1797 in je zdaj v Louvru. To kapelo je poslikal z Zgodbami iz pasijona Gaudenzio Ferrari. V majhnem samostanu, ki meji na tribuno blizu vrat, ki vodijo v zakristijo je Bramantinova freska.  V cerkvi so tudi freske, ki prikazujejo Vstajenje in Pasion, delo  Bernarda Zenaleja. 

### Samostan
Samostan vsebuje tri dele: Krožni križni hodnik, Velik križni hodnik, kjer so bile celice menihov in križni hodnik mrtvih v bližini cerkve. Ta samostan je sedaj mogoče videti obnovljen po drugi svetovni vojni, saj je bil kot posledica bombardiranja leta 1943 popolnoma uničen. Stoji na severni strani cerkve, medtem ko na ostalih treh straneh teče portik stebrov v gnajsu z gotskimi kapiteli. Na verandi na vzhodu je stara kapela Grazie, kapiteljska dvorana ter locutorio in na severu knjižnica, zgrajena po vzoru že znane knjižnice dominikanskega samostana San Marco v Firencah, ki ga je zasnoval Michelozzo nekaj let prej.  Južno stran v celoti zaseda refektorij, ki vsebuje znano sliko Zadnjo večerjo.

### Refektorij
Dvorana Pietra Maschere je pravokotne oblike in ima sodast obokan strop. Notranjost je bila v celoti okrašena s freskami na stenah in na stropu. Po razpadu strehe in glavne stene, sta ostali le stena z Zadnjo večerjo Leonarda da Vincija na desni in na levi Križanje Donata Montorfana, znane teme za dekoracijo semeniških obednic.
Križanje, podpisano in datirano leta 1495 ob vznožju križa, je najbolje ohranjeno delo milanskega slikarja. Kljub porušitvi refektorija, je delo na splošno v dobrem stanju. Popolnoma so izgubljeni portreti vojvodske družine, ki jih je naslikal Leonardo: Ludovico il Moro in Massimiliano desno, Beatrice in Francesco levo. Pičli sledovi vidni danes kažejo značilnosti takratnega portretiranja, kar je povzročilo nekaj kritike in vprašanje Leonardovega avtorstva, ki je bil vedno zelo inovativen v svojih stvaritvah. Večina kritikov, tudi na podlagi znanstvenih ugotovitev restavratorjev meni, da gre za verodostojnost njegove roke. 

## Druga svetovna vojna
Med drugo svetovno vojno, v noči na 15. avgust 1943, so bombe britanskih in ameriških letal zadele cerkev in samostan. Velik del jedilnice je bil uničen, vendar so nekateri zidovi  preživeli, vključno s tistim, na katerem je bila s peščenimi vrečami zaščitena Zadnja večerja. Nekatera ohranjena dela so vzdrževana, da bi se ohranila za prihodnost. 

## Današnji pomen
Danes je Sacrestia vecchia ali Stara zakristija, ki jo je zasnoval in izdelal Donato Bramante, sedež Dominikanskega kulturnega centra (Centro Culturale alle Grazie), v katerem bratje organizirajo in gostijo konference o različnih temah, ki se nanašajo na duhovnost, filozofijo, umetnost, literaturo in sociologijo, poleg glasbenih koncertov in umetniških razstav.

## Opis

### Arhitektura
Glavna ladja je potopljena v mraku, osvetljena preko Bramantejeve monumentalne tribune in okrogle kupole. Cerkev ima dve veliki stranski apsidi in tretjo v koru, v skladu s stranskimi ladjami. Ordinate prostorov se odražajo tudi na zunanji strani.
Popolnoma ohranjena dekoracijo ladij, ki v celoti pokriva obok in stene in je bila zgrajena takoj po zaključku cerkve. Geometrijski vzorci v svetlih barvah, plameni in radiji so dokaz pozne gotike še vedno zelo razširjeni. Renesančna matrika so krogi, ki so zastopani v lunetah v osrednji ladji, ki predstavljajo svetnike, pripisani Butinoneju, Zenaleju in Montorfanu. Butinonejevi so tudi dragoceni dominikanski svetniki zastopane na celotni dolžini v stranskih ladjah med kapelicami.
V križnem hodniku, ki meji na tribune, vrata vodijo do zakristije, kjer je Bramantinova freska.

### Kapele
V cerkvi so naslednje kapele:
- Kapela čaščene Marije
- Kapela sv. Martina De Porres
- Kapela angelov ali Marliani
- Kapela San Domenico ali Sauli
- Kapela Santa Corona
- Kapela sv. Vincent Ferrer, ali Atellani
- Kapela sv. Janeza Krstnika
- Kapela sv. Katarine ali Bolla
- Kapela grofov
- Kapela San Giuseppe
- Kapela Marije Milostne

### Stara zakristija ali Bramante
Stara zakristija je velika soba, ki je dostopna iz samostana, na drugi strani cerkve. To je velika pravokotna soba, ki gleda na ulico Caradosso z velikimi okni z okvirji iz terakota ploščic, obnovljena v devetnajstem stoletju. Njena gradnja sega v zadnje desetletje petnajstega stoletja. Projekt je običajno pripisan Bramanteju, vendar ni listinskih dokazov za to. Nad vhodnim portalom je Bramantinova slika, ki prikazuje Madonno med Jakobom in Svetim Ludvikom Francoskim. Prisotnost slednjega kaže na obdobje francoske nadvlade med 1499 in 1512. Notranjost dvorane je pokrita s sodastim obokom in se konča z majhno apsido. Okras je freska, ki se nanaša na Leonardovo obdobje, ki mu ji nekateri pripisujejo.. Visoko ogredje predstavlja klasične motive z zmaji in školjkami. Vzdolž oboda zakristije stojijo lesene omare, namenjene za zaščito svetih predmetov. Vsa vrata krasijo slike iz zgodnjega šestnajstega stoletja, s svetopisemskimi prizori. Najlepša so štirinajsta vrata, s prizori iz Nove zaveze, na način Bramantino, medtem ko so na levi strani prikazane epizode iz Stare zaveze. Za zaključek dekoracije prostora je freska na zadnji steni.